# 于北辰 (1915年)
于北辰（1915年1月27日—2008年3月6日），男，四川大足人，中华人民共和国教育家、政治人物，曾任内蒙古大学校长、中央教育行政学院党委书记、中国高等教育学会副会长等职务。

## 生平
1937年9月入四川大学读书。1938年加入中国共产党。
1957年调任内蒙古大学副校长、校长。1983年5月28日至30日，中国高等教育学会在北京召开成立大会，大会选举了第一届理事会成员，他出任常务理事。